# Xtra!
 (août 2023).
Si vous disposez d'ouvrages ou d'articles de référence ou si vous connaissez des sites web de qualité traitant du thème abordé ici, merci de compléter l'article en donnant les références utiles à sa vérifiabilité et en les liant à la section « Notes et références ».
Xtra! était un journal homosexuel anglophone gratuit disponible chaque semaine dans la ville de Toronto en Ontario au Canada. Il a été fondé en 1984 et était édité par Pink Triangle Press (en), une association à but non lucratif torontoise dont l'activité est l'édition et la publication, depuis 1971, de différents titres de presse à destination de la communauté homosexuelle.
Il existait différentes éditions locales de Xtra!, dont Xtra Vancouver (en) à Vancouver et Xtra Ottawa (en) à Ottawa. Les dernières éditions ont été publiées en février 2015, mais le site internet continue.